# З/Л/О 2
«З/Л/О 2» (англ. V/H/S/2) — американська антологія жахів ряду режисерів, що вийшла 2013 року. Складається з 5 фрагментів із різним акторським складом у кожному. Стрічка знята у стилі знайденого кадру.
Вперше фільм продемонстрували 19 січня 2013 року у США на кінофестивалі «Санденс». В Україні прем'єра фільму запланована на 5 вересня 2013 року. 2022 року з'явився спіноф «Дітки проти прибульців».

## Сюжет
Батьки зниклого безвісти студента наймають приватних детективів для його пошуків. Під час розшуку двоє детективів проникають у його будинок і знаходять там велику колекцію відео-касет і відео-повідомлення від зниклого про те, що ці касети допоможуть, якщо їх переглянути у правильному порядку.

## Сприйняття

### Критика
Фільм отримав загалом змішано-позитивні відгуки: Rotten Tomatoes дав оцінку 68 % на основі 47 відгуків від критиків (середня оцінка 5,9/10) і 63 % від глядачів із середньою оцінкою 3,4/5 (5,521 голос). Загалом на сайті фільми має позитивний рейтинг, фільму зарахований «стиглий помідор» від кінокритиків і «попкорн» від глядачів, Internet Movie Database — 6,3/10 (6 319 голосів), Metacritic — 47/100 (18 відгуків критиків) і 7,3/10 від глядачів (12 голосів). Загалом на цьому ресурсі від критиків фільм отримав змішано-негативі відгуки, а від глядачів позитивні.

### Касові збори
Під час показу у США, що почався 12 липня 2013 року, протягом першого тижня фільм показали у 12 кінотеатрах і він зібрав $9,932, що на той час дозволило йому зайняти 66 місце серед усіх тогочасних прем'єр. Станом на 1 серпня 2013 року фільм зібрав у прокаті у США $21,833.